# 过关斩将
《过关斩将》（英語：The Running Man）是一部於1987年上映的科幻动作电影，根据史蒂芬·金的同名小说改编，保罗·迈克尔·格拉泽执导，阿诺·史瓦辛格主演。其他几位主要演员还包括理查德·道森、玛利亚·康柯塔·阿隆索、杰西·温图拉和亚非特·科托等。原本电影开拍时的导演是安德鲁·戴维斯，担仅一个星期后他就被扫地出门，由格拉泽取代。史瓦辛格表示这是一个“糟糕透顶的决定”，因为格拉泽“把电影拍得像是电视节目，失去了其深层次的主题”，他相信这对电影造成了很不利的影响。此外，宝拉·阿巴杜也是本片中舞蹈段落的编导。本片是史瓦辛格第一部在中国大陆公映的电影。
电影英文原名“the running man”来源于片中虚构的一档电视节目《逃亡者》，背景是2017年的美国，该节目的特色就是将监狱中犯下重罪的犯人放到一个废弃的城市区域，然后由多位职业杀手前去追杀。

## 剧情
2017年，全球经济已经崩溃，美国社会也变成了一个极权主义警察国家，所有的文化活动都会受到严格审查。政府通过播放一个名为《逃亡者》的真人电视节目来转移公众注意力，制造和谐社会的假象。这个节目的主要内容就是将被定罪的一般輕、重刑犯們被冠上「逃亡者們」的稱號後，然後這些「逃亡者們」再被流放到一个废弃的城区，最后「逃亡者」節目製作單位再派出多位职业杀手前往追杀「逃亡者們」，声称只要「逃亡者們」能够制伏甚至杀死所有派出的杀手，就可以获得自由的大奖，通过这种以暴制暴性质的节目来舒缓民众心中的不满。这个节目由一位名叫戴蒙·基里安（Damon Killian，理查·道森饰）的人主持。
班·理查（Ben Richards，阿诺德·施瓦辛格饰）是一位直升机驾駛员，在一次针对暴民的镇压活动中，他因为不愿向手无寸铁的平民开火而被陷害，稍後理查昔日的同事甚至在法庭上反过来颠倒黑白，謊称是理查下令对无辜平民进行大屠杀，理查因此入狱。18个月后，他被选中参加《逃亡者》电视节目。另一位名叫安柏·曼德兹（玛利亚·康柯塔·阿隆索饰）的女性流行音樂作曲家，因為以自創流行歌曲諷刺美國政府無能而被捕入獄，
更也受到了接近於理查那般的遭遇與「牽連」。「逃亡者」節目製作單位在錄影時謊稱理查是她的姘頭，兩人都要對一系列慘無人道的犯罪事件負責，不得已，她也只好跟著理查逃亡。不过之后她发现，原来理查和他一样都是无辜與被捏造莫須有罪名的，于是几次死里逃生后，她爱上了对方。
在一个地下抵抗组织—人民電台的帮助下，理查和曼德兹终于击败了一个又一个的对手，然後兩人再成功向全世界揭穿「逃亡者」這個節目的巨大謊言，還讓「逃亡者」主持人戴蒙·基里安，死於其自己一手所創立的綜藝王國之下………………。

## 演员
- 阿诺德·施瓦辛格饰班·理查，一个被陷害而判重刑的前军方直升机駕駛员，之后被迫参加一档名为《逃亡者》的电视节目，为了生存和自由而不得不拼命；
- 玛利亚·康柯塔·阿隆索（英语：María Conchita Alonso）饰安柏·曼德兹，另一位被陷害而与理查兹一起在《逃亡者》中逃亡的女作曲家，节目谎称她是理查的同谋，而她之后在发现理查其实是无辜的之后，也对对方有了真感情；
- 理查·道森（英语：Richard Dawson）饰戴蒙·基里安，《逃亡者》节目主持人；
- 亚非特·科托饰威廉·拉夫林，一位抵抗组织成员，之后牺牲自己挽救了理查的性命；
- 杰西·温图拉饰“自由队长”，曾十次获得《逃亡者》追杀者冠军。

## 反响
虽然大部分影评人都称赞了理查德·道森的表演，不过对于电影的总体评价则较为混杂。根据烂蕃茄上收集的33篇专业评价文章，其中20篇给出了“新鲜”的正面评价，“新鲜度”为61%，平均评分5.5分（满分为10分）。《过关斩将》于1987年11月13日开始发行上映，首周在1692家电影中一共获得了811万7465美元的收入，最终票房总额为3812万2105美元，考虑到拍摄成本约为2700万美元，本片在商业上还是获得了成功。

## 电子游戏
《过关斩将》衍生出了一个基于 MSXZX Spectrum,、Commodore 64、Amstrad CPC、Amiga和Atari ST多种平台的电子游戏。这款游戏由Emerald软件公司开发，格兰德斯朗娱乐公司发布。